# Jamaica Chamber of Commerce Building
El Jamaica Chamber of Commerce Building es un edificio de oficinas histórico ubicado en la sección de Jamaica del distrito de Queens en la ciudad de Nueva York. Fue diseñado en 1928 por George W. Conable (1866-1933) y es un edificio en forma de "T" de diez pisos en el estilo neocolonial británico.

## Historia
El 23 de mayo de 1919, la Cámara de Comercio de Jamaica (originalmente llamada Junta de Comercio de Jamaica) fue concebida y establecida en una reunión de 17 empresarios cívicos y líderes comunitarios e incorporada. El propósito de esta reunión fue promover el desarrollo de Jamaica como comunidad residencial y centro comercial.
A mediados de la década de 1920, la Junta se expandió y movió Jamaica Avenue más hacia el Stuart Building entre las calles 163 y 164. Durante este tiempo, el crecimiento de la gran Jamaica fue significativo y se construyeron nuevos desarrollos residenciales; el desarrollo de estos distritos residenciales provocó la expansión del distrito comercial. En julio de 1927, la Junta de Comercio cambió el nombre de su organización a Cámara de Comercio de Jamaica para reflejar el "ámbito más amplio" de intereses de la organización. Un comité pasó un año considerando la construcción y establecimiento de un edificio específicamente para la Cámara de Comercio; la primera idea para este nuevo edificio fue sugerida por el secretario Max C. Bunyan. Sugirió que para mejorar el trabajo de la organización, "un edificio propio, debidamente equipado, sería de gran ayuda para hacer que la Junta de Comercio de Jamaica sea 100 por ciento eficiente y... que tal edificio podría ser erigido, una parte de ella se reserva para oficinas y otros fines comerciales, y que podría operarse con un beneficio para la organización".
En agosto de 1928, George W. Conable presentó planos para un edificio de oficinas de diez pisos con una planta baja comercial, que incluía siete pisos de espacio de oficinas alquilable, así como dos pisos reservados específicamente para oficinas, salas de reuniones y comedores de la Cámara. de Comercio. La construcción de esta estructura comenzó en octubre de 1928. El 20 de mayo de 1929 se inauguró el edificio; el Long Island Daily Press lo elogió como "un activo decidido para la comunidad y un edificio que puede defenderse en un concurso de belleza arquitectónica".

## Diseño y estilo
George W. Conable diseñó este edificio con una fachada distintiva basada en precedentes estadounidenses y británicos del siglo XIX. Es un edificio de estructura de acero revestido de ladrillo rojo y adornado con detalles de piedra y terracota. Tiene una masa tripartita con una base de terracota de un piso, una sección de seis pisos y un octavo y noveno piso escalonados. El piso superior es un templo con frontón de un piso.
Fue incluido en el Registro Nacional de Lugares Históricos en 1983.